# Liste des longs métrages sud-coréens proposés à l'Oscar du meilleur film international
Cet article présente la liste des longs métrages sud-coréens proposés à l'Oscar du meilleur film international.

## Films proposés
| Année (Cérémonie) | Titre français                               | Titre original                 | Réalisateur       | Résultat       |
| ----------------- | -------------------------------------------- | ------------------------------ | ----------------- | -------------- |
| 1963 (35e)        | Le Locataire et ma mère                      | 사랑방 손님과 어머니           | Shin Sang-ok      | Non nommé      |
| 1965 (37e)        | Beongeoli Sam-ryong (ko)                     | 벙어리 삼룡                    | Shin Sang-ok      | Non nommé      |
| 1967 (39e)        | Sal (ko)                                     | 쌀                             | Shin Sang-ok      | Non nommé      |
| 1969 (41e)        | Cainui huye                                  | 카인의 후예                    | Yu Hyun-mok       | Non nommé      |
| 1970 (42e)        | Dokjitneun neulgeuni                         | 독 짓는 늙은이                 | Choi Ha-won (ko)  | Non nommé      |
| 1974 (46e)        | Biryeonui beongeori Sam-yong (ko)            | 비련의 벙어리 삼룡             | Byun Jang-ho (ko) | Non nommé      |
| 1985 (57e)        | Le Rouet, l'histoire cruelle des femmes (ko) | 여인잔혹사 물레야 물레야       | Lee Doo-yong      | Non nommé      |
| 1986 (58e)        | Er woo-dong (ko)                             | 어우동                         | Lee Jang-ho       | Non nommé      |
| 1987 (59e)        | Les Eunuques (ko)                            | 내시                           | Lee Doo-yong      | Non nommé      |
| 1991 (63e)        | Mayumi                                       | 마유미                         | Shin Sang-ok      | Non nommé      |
| 1995 (67e)        | Hollywood Kid Eu Saeng-ae                    | 헐리우드 키드의 생애           | Jeong Ji-yeong    | Non nommé      |
| 1996 (68e)        | Samgong-il samgong-i                         | 301 302                        | Park Chul-soo     | Non nommé      |
| 2001 (73e)        | Le Chant de la fidèle Chunhyang              | 춘향뎐                         | Im Kwon-taek      | Non nommé      |
| 2003 (75e)        | Oasis                                        | 오아시스                       | Lee Chang-dong    | Non nommé      |
| 2004 (76e)        | Printemps, été, automne, hiver… et printemps | 봄, 여름, 가을, 겨울 그리고 봄 | Kim Ki-duk        | Non nommé      |
| 2005 (77e)        | Frères de sang                               | 태극기 휘날리며                | Kang Je-gyu       | Non nommé      |
| 2006 (78e)        | Welcome to Dongmakgol                        | 웰컴투 동막골                  | Park Kwang-hyun   | Non nommé      |
| 2007 (79e)        | Le Roi et le Clown                           | 왕의 남자                      | Lee Joon-ik       | Non nommé      |
| 2008 (80e)        | Secret Sunshine                              | 밀양                           | Lee Chang-dong    | Non nommé      |
| 2009 (81e)        | Crossing                                     | 크로싱                         | Kim Tae-kyun      | Non nommé      |
| 2010 (82e)        | Mother                                       | 마더                           | Bong Joon-ho      | Non nommé      |
| 2011 (83e)        | Maen-bal-eui ggoom (ko)                      | 맨발의 꿈                      | Kim Tae-kyun      | Non nommé      |
| 2012 (84e)        | Gojijeon,                                    | 고지전                         | Jang Hoon         | Non nommé      |
| 2013 (85e)        | Pieta                                        | 피에타                         | Kim Ki-duk        | Non nommé      |
| 2014 (86e)        | Beomjoe sonyeon                              | 범죄소년                       | Kang Yi-kwan      | Non nommé      |
| 2015 (87e)        | Sea Fog : Les Clandestins                    | 해무                           | Shim Sung-bo      | Non nommé      |
| 2016 (88e)        | Sado                                         | 사도                           | Lee Joon-ik       | Non nommé      |
| 2017 (89e)        | The Age of Shadows                           | 밀정                           | Kim Jee-woon      | Non nommé      |
| 2018 (90e)        | A Taxi Driver                                | 택시운전사                     | Jang Hoon         | Non nommé      |
| 2019 (91e)        | Burning                                      | 버닝                           | Lee Chang-dong    | Préselectionné |
| 2020 (92e)        | Parasite                                     | 기생충                         | Bong Joon-ho      | Lauréat        |
| 2021 (93e)        | L'Homme du président                         | 남산의 부장들                  | Woo Min-ho        | Non nommé      |
| 2022 (94e)        | Escape from Mogadishu                        | 모가디슈                       | Ryoo Seung-wan    | Non nommé      |
| 2023 (95e)        | Decision to Leave                            | 헤어질 결심                    | Park Chan-wook    | Préselectionné |
| 2024 (96e)        | Concrete Utopia                              | 콘크리트 유토피아              | Eom Tae-hwa       | Non nommé      |
| 2025 (97e)        | Seoul Spring                                 | 서울의 봄                      | Kim Seong-su      | En attente     |